# Eduard Wulfson
Eduard Wulfson (* 1953 in Riga) ist ein lettischer Violinist, Violinpädagoge, Musikagent und Instrumentenhändler. Wulfson lebt und arbeitet in Genf.

## Leben
Eduard Wulfson erhielt ab dem Alter von sechs Jahren Geigenunterricht. Er besuchte die  Lettische Musikakademie Jāzeps Vītols, wo er als Neunjähriger sein erstes Konzert gab. Sein Violinstudium setzte er bei Michail Waiman am Sankt Petersburger Konservatorium und bei Igor Bezrodny (1930–1997) am Moskauer Konservatorium fort. In den 1970er Jahren verließ er die Sowjetunion, um im Westen seine Studien u. a. bei Yehudi Menuhin, Nathan Milstein, Miriam Solovieff und Henryk Szeryng fortzusetzen. Es folgte eine internationale Karriere als Solist, in der er mit Musikern wie Natalia Gutman,  Yuri Bashmet, Yehudi Menuhin, Ida Haendel und Dimitri Yablonsky (* 1962) zusammenarbeitete.
Mit Gründung der Musikagentur und Musikhandlung Edwulstrad RMIC Ltd stellte er die eigene Konzerttätigkeit zurück und widmete sich vermehrt der Schulung und Promotion von jungen Geigern.

### Rare Musical Instruments Consulting
Am 28. November 2014 gründete er in Genf die Firma Rare Musical Instruments Consulting (Edwulstrad RMICc Ltd.), die auf den Handel und die Vermittlung von Musikinstrumenten aus dem obersten Preissegment spezialisiert ist, insbesondere auf Streichinstrumente von Stradivari,  Amati und Guarneri del Gesù sowie Bögen aus dem 18., 19. und 20. Jahrhundert. Weitere Geschäftsfelder der Firma sind die Organisation von Konzerten, Festivals, Masterklassen und Seminaren sowie die Betreuung einzelner Künstler.

## Preise und Auszeichnungen
- 1980: Premio Paganini, 4. Preis[5]